# دارالسلام شیراز
گورستان دارالسلم معروف به دارالسلام شیراز یا وادی‌السلام یکی از قدیمی‌ترین آرامستان‌های ایران واقع در شهر شیراز و پیش از دارالرحمه شیراز به‌شمار می‌رود. در آن مقبره‌هایی از قرن اول و دوم هجری دیده می‌شود. البته بسیاری از پژوهش گران بر این باورند که این قبرستان پیش از اسلام نیز وجود داشته‌است. قبور بزرگان و مشایخ علمی، عرفانی، ادبی و مذهبی مختلفی در آن وجود دارد. از نظر موقعیت این گورستان در میانه بلوار سیبویه، در وسط شهر شیراز در محله دروازه شاه داعی الله (شادایی) واقع شده‌است.
مقبره ی منتسب به  دختر امام حسن مجتبی نیز در این مکان قرار دارد

## مقبره‌ها
مقبره‌های قدیمی با خط‌های ممتاز رقاع، کوفی، بنایی، ثلث، نسخ و نستعلیق کنده‌کاری شده و تصاویری از قیچی، شانه، آینه و ابزار شغل‌های در گور خفتگان بر این سنگ‌ها حک شده‌است.

## قبر افراد سرشناس
گورستان دارالسلام گورستان وسیعی است که در آن ائمه جمعه از زمان زندیه تا قاجاریه به خاک سپرده شده‌اند.
همچنین محمود دهدار خفری معروف به عیانی و پسرش معین‌الدین محمد دهدار خفری معروف به فانی از عرفای صوفیه سده هفتم و حبیب‌الله شهبازی کلانتر کوهمره سرخی نیز در این قبرستان مدفونند.

## مقبره‌های سبز
مقبره‌ای با رنگ سبز در این گورستان دیده می‌شود که معروف به سرباز امام زمان می‌باشد. مابقی مقبره‌ها مربوط است به برخی از علماء؛ شهدای قیام ۱۶ خرداد ۱۳۴۲مردم شیراز و… خ

## وضعیت کنونی
بسیاری از مقبره‌های این گورستان طی چند سال گذشته شکسته و تخریب شده‌اند و این محل مأوای معتادین و ولگردها شده‌است و شورای شهر شیراز قصد احیای دارالسلام این شهر را دارد.